# 路易王妃

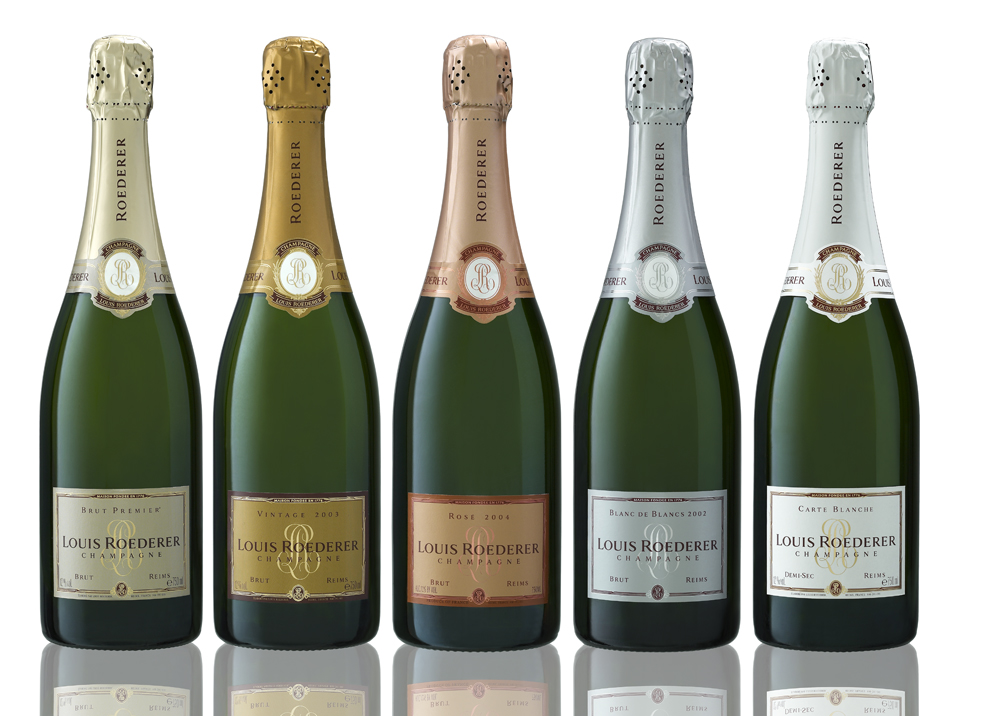
路易王妃香槟

路易王妃（法語：Louis Roederer），是法國五大香檳品牌之一，1776年成立，總部設於法國香檳區蘭斯市，曾為俄國沙皇亞力山大二世指定的御用酒商。

## 生產
葡萄園面積多達214公頃（530英畝），路易侯德自家種植3分之2的葡萄供生產使用，其餘的購自分判商。

## 外部連結
维基共享资源上的相關多媒體資源：路易王妃
- 官方網頁 （英文）